# Katharina Spiering
Katharina Spiering (Berlino Est, 1974) è un'attrice e doppiatrice tedesca.

## Biografia
Trascorse i suoi primi anni di vita in Russia, poi fece ritorno a Berlino Est, dove recitò al Friedrichstadt-Palast e al Volksbühne. Studiò poi recitazione presso la Hochschule für Schauspielkunst Ernst Busch e interpretò alcuni ruoli minori al Deutsches Theater. Successivamente partecipò a diversi spettacoli teatrali in Germania e in Svizzera, come Minna von Barnhelm al Theater der Altmark e Pippi Calzelunghe al Freilichtspiele Schwäbisch Hall. Nel 2004 ricevette il premio teatrale Stendal.
È nota per il ruolo di Sandy Henske in cinque film TV della serie Kommissar Kluftinger, tratta dai libri polizieschi di Michael Kobr e Volker Klüpfe, e per quello di Anna Krechetskaya nella serie televisiva russa Volnaya gramota. È inoltre apparsa in Drei Zimmer/Küche/Bad, Dark e Tatort.

## Filmografia parziale

### Cinema
- Lore, regia di Cate Shortland (2012)

### Televisione
- Die Cleveren - serie TV (2002)
- Il nostro amico Charly (Unser Charly) - serie TV (2006)
- Tatort - serie TV (2006, 2009, 2013-2014, 2019, 2021)
- Guardia costiera (Küstenwache) - serie TV (2007)
- GSG9 - Squadra d'assalto (GSG 9 - Ihr Einsatz ist ihr Leben) - serie TV (2007)
- Der letzte Zeuge - serie TV (2007)
- Hamburg Distretto 21 (Notruf Hafenkante) - serie TV (2008)
- Im Namen des Gesetzes - serie TV (2008)
- Squadra Speciale Colonia (SOKO Köln) - serie TV (2009)
- Drei Zimmer/Küche/Bad - serie TV (2012)
- Binny e il fantasma (Binny und der Geist) - serie TV (2014)
- Tiere bis unters Dach - serie TV (2015)
- Wilsberg - serie TV (2017)
- Ultima traccia: Berlino (Letzte Spur Berlin) - serie TV (2019)
- Morden im Norden - serie TV (2019)
- Dark - serie TV (2019-2020)
- Polizeiruf 110 - serie TV (2022)

## Doppiaggio parziale

### Cinema
- Isabelle Adriani in Maschi contro femmine
- Olga Fonda in Vi presento i nostri
- Veronica Ozerova in L'ora nera
- Paula Patton in Mission: Impossible - Protocollo fantasma
- Joséphine de La Baume in Johnny English - La rinascita
- Julija Snigir' in Die Hard - Un buon giorno per morire
- Katarina Čas in The Wolf of Wall Street
- Svetlana Chodčenkova in Wolverine - L'immortale
- Ingrid Bolsø Berdal in Hercules: il guerriero
- Naomi Watts in St. Vincent
- Stephanie Kurtzuba in Annie - La felicità è contagiosa
- Adepero Oduye in The Dinner
- Olga Kurylenko in Johnny English colpisce ancora
- Zoë Bell in C'era una volta a... Hollywood
- Merritt Wever in Storia di un matrimonio
- Gabriella Wilde in Wonder Woman 1984

### Serie TV
- Christine Woods in Hello Ladies
- Ion Overman in Ghost Whisperer - Presenze
- Julia Benson in Stargate Universe
- Shulie Cowen in Desperate Housewives
- Maria Bamford in La leggenda di Korra
- Céline Sallette in Les Revenants
- Ivana Miličević in Banshee - La città del male
- Sienna Guillory in Luther
- Annie Wersching in The Vampire Diaries
- Kerry Condon in Better Call Saul
- Anna Torv in Mindhunter
- Jodie Comer in Killing Eve
- Katee Sackhoff in Another Life
- Bellina Logan in NCIS - Unità anticrimine
- Jo Martin in Doctor Who
- Izabella Miko in NCIS: Hawai'i